# 陸璪
陸璪（?—?），字仲采，唐朝官员，太子詹事陸餘慶之子。
陸璪举明经，补长安县尉，以清干著称。开元初年，朝臣子弟不任京畿，改任新乡县令，人为他立祠。按察使宇文融推荐他，转任渑池县令。升任兵部郎中，柬躭骑使。返回，担任洛阳县令，当时唐玄宗在洛阳，他打击奸豪，人不敢犯法，被中书令萧嵩所器重。萧嵩罢相，其他宰相让他暗中暗查萧嵩过失，陆璪说：“与人交，有过错尚且不能说出来，何况没有？”因此冒犯亲贵，出任太原少尹。转任西河郡太守，封平恩县男。属地多虎，前太守设栅栏陷阱，陸璪到任了，撤销了，而老虎没有伤人。

## 子孙
- 陸海，湖州刺史
- 陸長源，字泳，汴宋節度使
  - 陸行儉
    - 陸復